# Vojska Srbije
Vojska Srbije (srbsko Bojcka Србије) je naziv za oborožene sile Republike Srbije, ki so bile ustanovljene leta 2006 s propadom Srbije in Črne gore ter posledično ločitvijo dotedanje Vojske Srbije in Črne gore. 
Vojska Srbije je trenutno sestavljena iz naslednjih vej: Kopenska vojska Srbije, Vojno letalstvo in zračna obramba Srbije in Poveljstvo za usposabljanje Srbije.
Trenutni profesionalni vodja Vojske Srbije je načelnik Generalštaba Vojske Srbije general Miloje Miletić, politični vodja je minister za obrambo Republike Srbije Dragan Šutanovac in vrhovni poveljnik je predsednik Srbije Boris Tadić.

## Organizacija
- Generalštab Vojske Srbije

- Kopenska vojska Srbije
- Vojno letalstvo in zračna obramba Srbije
- Poveljstvo za usposabljanje Srbije
- Prigeneralštabne enote

- Komunikacijska brigada
- Centralna logistična baza
- Garda Vojske Srbije

## Mirovne misije
Srbija trenutno sodeluje v več mirovnih misijah pod okriljem OZN. Srbski medicinski korpus tako že od marca 2003 deluje v Kongu. Prav tako načrtujejo, da bo Srbija lahko OZN ponudila 10.600 profesionalcev in 2000 prostovoljcev.
| Država                       | Vojaška operacija | Organizacija | Št. osebja                                                                                               |
| ---------------------------- | ----------------- | ------------ | --- |
| Čad                          | UNMCARC           | OZN          | 21 članov (kontingent umaknjen 2010)                                                                     |
| Liberija                     | UNMIL             | OZN          | 4 častniki kot vojaški opazovalci                                                                        |
| Slonokoščena obala           | UNOCI             | OZN          | 3 častniki kot vojaški opazovalci                                                                        |
| Demokratična republika Kongo | MONUC             | OZN          | 2 štabna častnika in zračnoprevozna medicinska evakuacijska ekipa (2 zdravnika in 4 zdravstveni tehniki) |
| Ciper                        | UNFICYP           | OZN          | 1 štabni častnik in šest pripadnikov                                                                     |